# Умберт VII де Туар-Виллар
Умберт VII де Туар-Виллар (Humbert VII de Thoire-Villars) (ум. 24.07.1424 или 07.05.1423) — последний представитель рода, сир де Туар и де Виллар, владелец многочисленных сеньорий в Бюже и Брессе. Иногда, например в Foundation for Medieval Genealogy, нумеруется как Умберт VI.
Родился между 1343 и 1345 годами. Сын Умберта V/VI де Туара (ум. 1372) и его второй жены Беатрисы де Шалон-Осер. После смерти отца унаследовал сеньории Туар, Виллар и обширные владения в Брессе и Бюже.
В 1350 году (брачный контракт от 21 мая) женился на Аликс де Россильон (1345—1367), дочери и наследнице Эймара, сеньора де Россильон. И жених, и невеста к моменту свадьбы были ещё детьми. Их родившийся не ранее 1360 года сын Умберт умер в младенчестве.
Овдовев, в 1368 году женился на Марии Женевской, дочери графа Амадея III Женевского. Их сын Умберт в 1392 г. унаследовал графство Женева, но в 1400 г. умер бездетным. Их дочь Луиза в 1392 году вышла замуж за Гильома де Вьена, сеньора де Бельер.
Умберт VII де Туар-Виллар развёлся со второй женой и в 1383 году (контракт от 11 октября) женился на Изабелле д’Аркур, даме д’Анноне, дочери графа Аркура и Омаля Жана III.
Герцог Бургундии, который считал себя сюзереном Умберта VII по сеньориям в Бюже, после отказа принести оммаж захватил некоторые из них. В этих условиях стеснённый в средствах и не имевший мужского наследника Умберт в 1402 году по договорам от 7, 10 и 11 августа продал герцогу Луи II де Бурбону сеньории Треву, Амберьё и Шателар за 30 тысяч турских ливров. Через несколько месяцев, в октябре, за 100 тысяч золотых флоринов продал (оставив себе узуфрукт) сеньории в Бюже и Брессе — Виллар, Луайе, Понсен, Сердон, Монреаль, Арбан, Матафелон, Бовуар графу Савойи Амедею VIII.
После этого у Умберта VII остались две сеньории — Россильон и Мондидье. Ещё раньше, в 1400 году, он написал дарственную на земли в Виваре и сенешальстве Бокер своей жене Изабелле д’Аркур. Она завещала их герцогу Шарлю де Бурбону — своему внучатому племяннику.